# Clarendon (New York)
Clarendon est une ville du comté d'Orleans, dans l'État de New York, aux États-Unis,. En 2010, elle comptait une population de 3 648 habitants.

## Démographie
Lors du recensement de 2010, la ville comptait une population de 3 648 habitants, tandis qu'en 2016, elle est estimée à 3 529 habitants.